# المساعدة الفرنسية لنجوين آنه

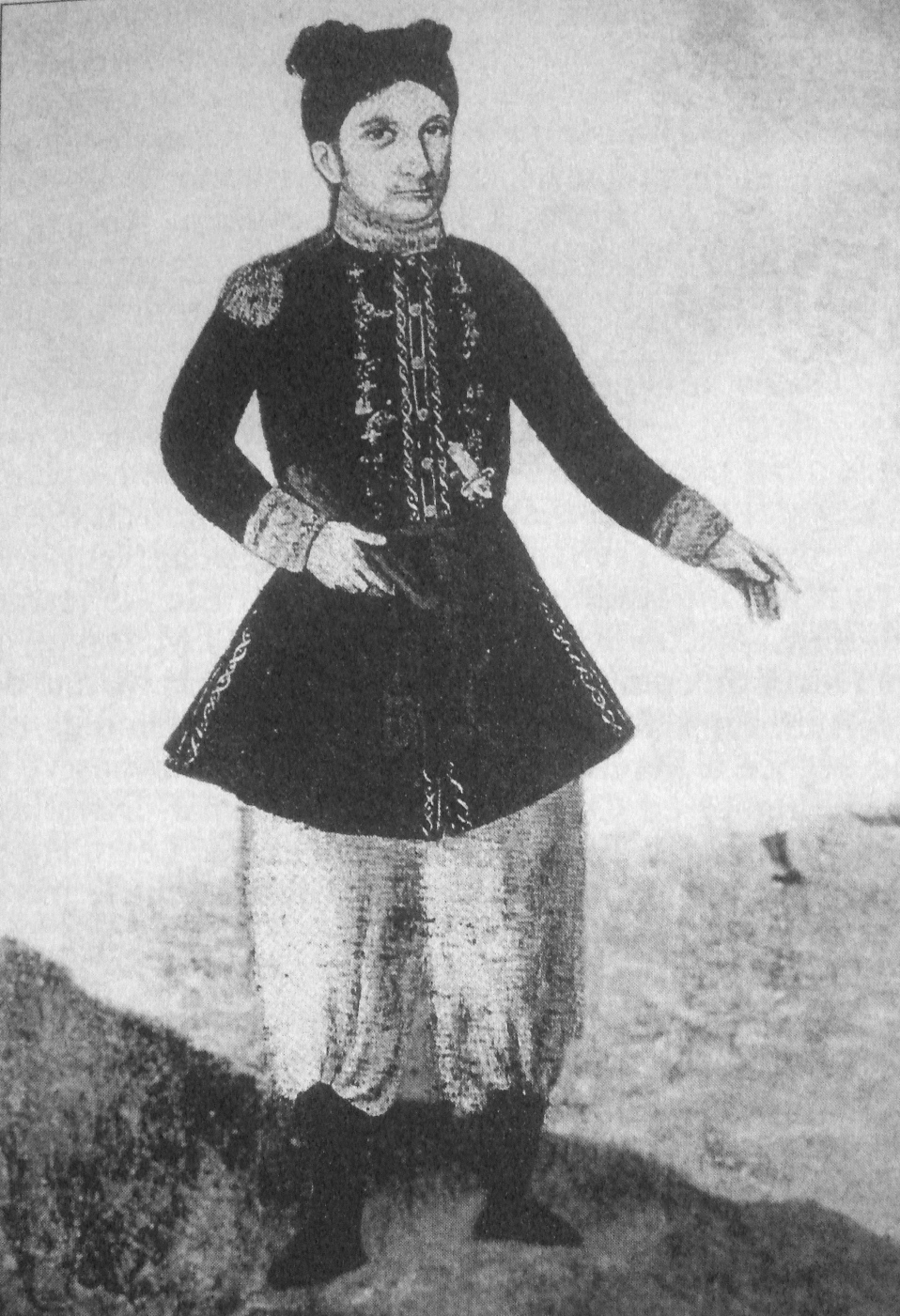

غطت المساعدة الفرنسية لنجوين فوك آنه (تغير الاسم لاحقًا إلى جيا لونغ) -الإمبراطور الذي حكم فيتنام لاحقًا ومؤسس أسرة نجوين- الفترة الممتدة بين عامي 1777 و1820. حمى المونسينيور بيجنو دي بيهاين من جمعية باريس للبعثات الأجنبية، الأمير الفيتنامي الشاب الذي كان فارًا من عدوان أسرة تاي سان. ذهب بيجنو دي بيهاين إلى فرنسا للحصول على مساعدة عسكرية، واستطاع الحصول على تحالف بين فرنسا وفيتنام بعد أن وقع ملك فرنسا لويس السادس عشر والأمير نجوين فوك آنه عليه من خلال معاهدة فرساي في عام 1787. لم تتمكن فرنسا من متابعة العمل بالمعاهدة، مع وقوع النظام الفرنسي تحت ضغط كبير عشية الثورة الفرنسية. ومع ذلك، استمر المونسينيور بيجنو دي بيهاين في جهوده، وأسس قوةً من الجنود والضباط الفرنسيين -بدعم من الأفراد والتجار الفرنسيين- كان من شأنها المساهمة في تحديث جيوش نجوين آنه، ما أدى إلى انتصاره واستعادته كامل فيتنام بحلول عام 1802. لم يتبق سوى عدد قليل من الضباط الفرنسيين في فيتنام بعد انتصار نجوين آنه، وأصبحوا بيروقراطيين فيتناميين (ماندارين) بارزين. غادر آخرهم في عام 1824 بعد تنصيب مينه مانغ خليفة لجيا لونغ. بقيت شروط معاهدة التحالف لعام 1787 إحدى مبررات طلب القوات الفرنسية بتحويل أموال دا نانغ في عام 1847.

## حماية نجوين آنه
تدخل الفرنسيون لأول مرة في معارك السلالات في فيتنام في عام 1777، عندما قدم المونسينيور بيجنو دي بيهاين مأوىً للأمير نجوين آنه -البالغ من العمر 15 عامًا آنذاك، والفار من عدوان أسرة تاي سان- في الإمارة الجنوبية ها تين. ساعد بيجنو دي بيهاين ومجتمعه الكاثوليكي في ها تين الأمير نجوين آنه في اللجوء إلى جزيرة بولو بانيانغ.
خلقت هذه الأحداث رابطةً قويةً بين نجوين آنه وبيجنو دي بيهاين، الذي كان بمثابة الحامي للأمير الشاب. تمكن نجوين آنه بعد هذه المحنة من استعادة سايغون في نوفمبر من عام 1777 وكامل كوتشينشينا، وحصل على لقب القائد العام في عام 1778.

## هجمات تاي سون في أعوام 1782 – 1783 - 1785
شارك المغامر الفرنسي مانويل، الذي كان يعمل في خدمة المونسنيور بينو، في المعارك ضد هجوم تاي سون عام 1782. حارب من خلال قيادة سفينة حربية ضد تاي سون في نهر سايغون، لكنه فجر نفسه مع سفينته الحربية بدل الاستسلام لأسطول تاي سون الذي يفوقه عددًا. في أكتوبر عام 1782، تمكن نجوين آنه من استعادة سايغون، إلا أنه أُبعد مرة أخرى من قِبل تاي سون في مارس عام 1783.
في مارس عام 1783، هُزم النجويون مرة أخرى، وفر نجوين آنه وبينو إلى جزيرة فو كوك. كان عليهم الهرب مرة أخرى حين اكتُشف مخبأهم، ولوحقا من جزيرة إلى أخرى حتى وصلا سيام. زار بينو دي بيين البلاط السيامي في بانكوك نهاية عام 1783. وصل نجوين آنه أيضًا إلى بانكوك في شهر فبراير عام 1784، وحصل هناك على جيشٍ سيرافقه في طريق العودة إلى فيتنام. لكن، في شهر يناير من عام 1785، واجه الأسطول السيامي هزيمة كارثية أمام أسطول تاي سون في نهر الميكونغ.
التجأ نجوين آنه إلى البلاط السيامي مرة أخرى، وحاول الحصول على المساعدة من السياميين. صمم نجوين آنه على الحصول على أي مساعدة ممكنة من البلدان الغربية. طلب من بينو التماس المساعدة الفرنسية، وسمح لبينو بأخذ الأمير كان – ابن نجوين آنه - ذو الخمسة أعوام معه. حاول بينو الحصول على المساعدة من مانيلا أيضًا، لكن مجموعة الدومينيكان التي أرسلها أُسرت من قِبل تاي سون. من إقليم بودوتشيري، أرسل أيضًا طلبًا للمساعدة من المجلس البرتغالي في ماكاو، الأمر الذي أدى في النهاية إلى توقيع معاهدة تحالف بين نجوين آنه والبرتغاليين في 18 ديسمبر عام 1786 في بانكوك.

## معاهدة فيرساي (1787)
وصل المونسنيور بينو دي بيين إلى إقليم بودوتشيري مع الأمير كان في فبراير عام 1785. كانت الإدارة الفرنسية في بودوتشيري، برئاسة الحاكم المؤقت كونتينكو ديه ألغرين، خليفة بيوسي، والمُنتدب من قِبل القائد دانتركاستو، معارِضة بشدة للتدخل في جنوب فيتنام، معتبرة أنه ليس من المصالح الوطنية. في يوليو عام 1786، سُمح لبينو بالسفر إلى فرنسا لطلب المساعدة من البلاط الملكي مباشرة. وصلت أخبار نشاطاته إلى روما حيث أُدين من قِبل الفرانسيسكان الإسبان، وعند هذه النقطة عرَضَ بينو الأمير كان وانتدابه السياسي على البرتغاليين. غادرا بودوتشيري وذهبا إلى فرنسا في يوليو عام 1786. وصلا إليها في فبراير 1787.
وصلا في فبراير عام 1787 واستقر الأمير الطفل في بلاط لويس السادس عشر في فيرساي، واجه بينو صعوبة في جمع الدعم لبعثة فرنسية من أجل تنصيب نجوين آنه على العرش. كان هذا بسبب الحالة المالية السيئة للبلاد قبيل الثورة الفرنسية.
في النهاية، تمكن من إغراء الشخصيات العسكرية بإجراء عمل عسكري بفضل تعليماته الدقيقة فيما يتعلق بأحوال الحرب في الهند الصينية وبالمعدات الموجودة للحملة المفترضة. شرح كيف أن فرنسا ستتمكن «من الهيمنة على بحار الصين وبحار الأرخبيل». التقى الوفد مع الملك لويس السادس عشر ووزير البحرية دي كاستري ووزير الشؤون الخارجية مونمورين في 5 أو 6 مايو عام 1787. خلق الأمير ضجة كبيرة في بلاط لويس السادس عشر، وجعل مصفف الشعر المشهور ليونارد يبتكر تصفيفة شعر على شرفه «لأمير كوتشين الصين». رُسمت صورته الشخصية في فرنسا على يد موبيرين، وتُعرض اليوم في جمعية البعثات الأجنبية في باريس. أبهر الأمير كان البلاط وحتى لعب مع ابن لويس السادس عشر، لويس-جوزيف، دوفين فرنسا، الذي كان من نفس عمره تقريبًا.
بحلول شهر نوفمبر، أثبت ضغطه المستمر فعاليته. في 21 نوفمبر 1787، أُبرمت معاهدة فيرساي بين فرنسا وكوتشين الصين تحت اسم نجوين آنه. وُعدت أربع فرقاطات و1650 جندي فرنسي مجهز بالكامل و250 سيبوي (جندي هندي دربه الإنجليز) مقابل أرخبيل بولو كوندور والحصول على مرفأ في توراين (دا نانغ). كان من المُفترض أن يكون دي فريسن قائدًا للبعثة.
كانت الحكومة الفرنسية، قبيل الثورة الفرنسية، تعاني من مشكلة مالية كبيرة، وضعُفت مكانتها عقب اندلاع الحرب الأهلية في هولندا. أخمدت هذه العوامل حماس فرنسا تجاه خطة بينو بين وصوله وتوقيع المعاهدة في نوفمبر. بعد عدة أيام من توقيع المعاهدة، أرسل وزير الخارجية تعليماتٍ، في 2 ديسمبر 1787، إلى حاكم بودوتشيري توماس كونواي، وترك تنفيذ المعاهدة لتقدير كونواي الخاص للوضع في آسيا، قائلًا أنه «يملك الخيار بعدم تنفيذ الحملة، أو تأجيلها، وذلك فقًا لرأيه الخاص».